# Avant-corps
 (décembre 2021).
Si vous disposez d'ouvrages ou d'articles de référence ou si vous connaissez des sites web de qualité traitant du thème abordé ici, merci de compléter l'article en donnant les références utiles à sa vérifiabilité et en les liant à la section « Notes et références ».
En architecture, l’avant-corps est une partie de bâtiment faisant saillie sur une façade, soit intégralement, soit en surplomb.

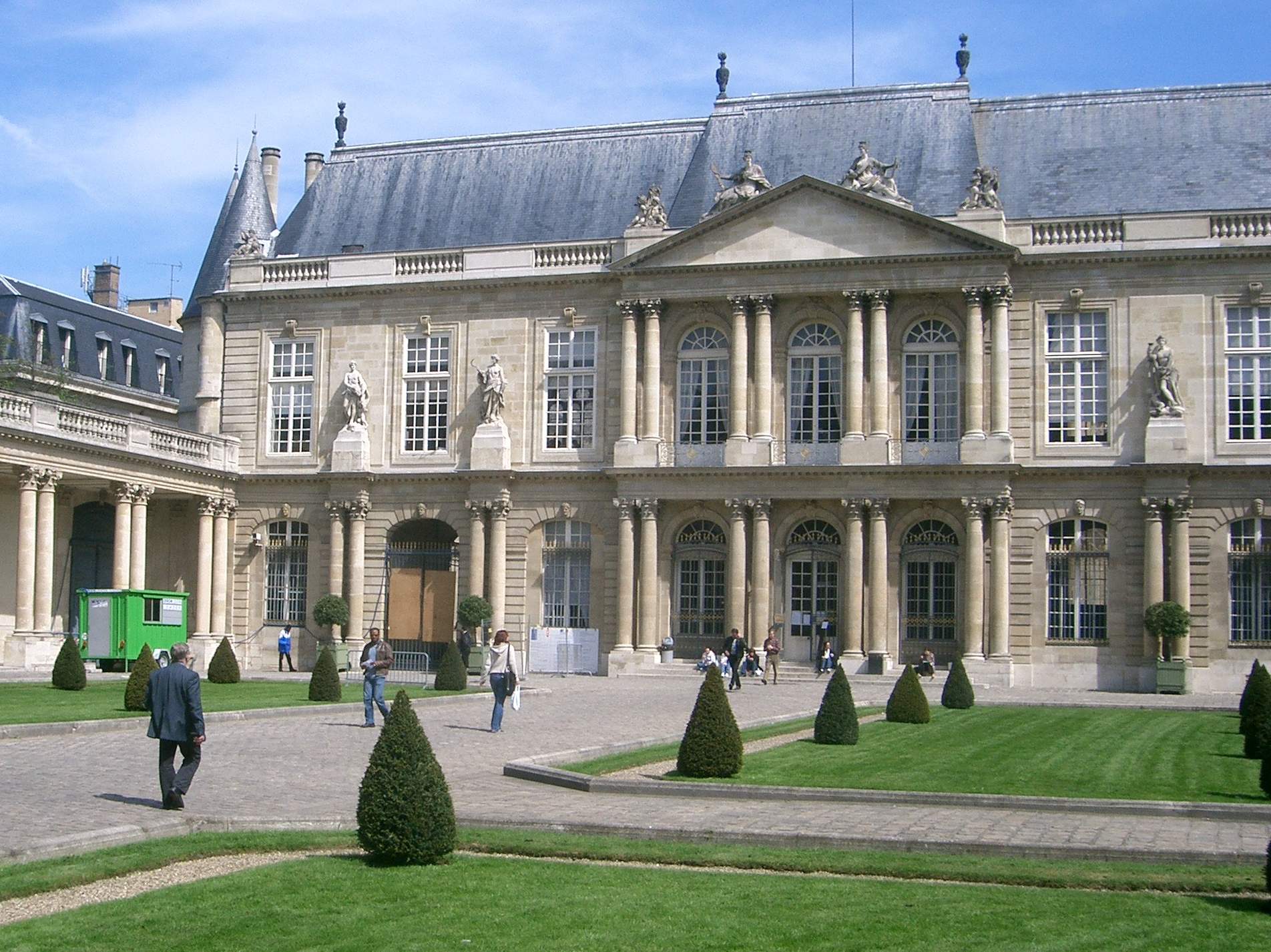
Avant-corps central à doubles colonnes superposées, comportant trois travées sur deux niveaux, surmontés d'un fronton triangulaire (hôtel de Soubise).
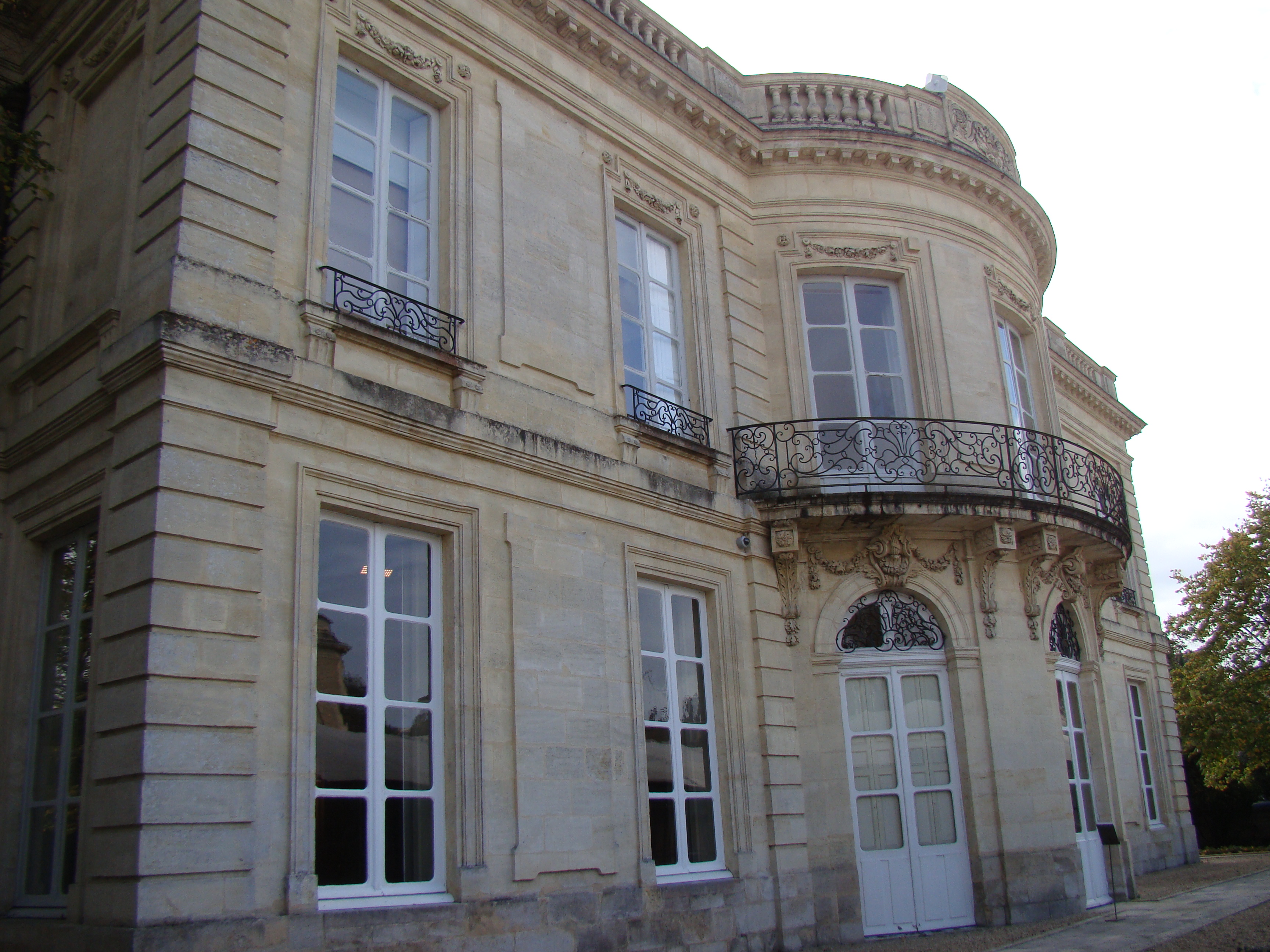
Avant-corps en semi-rotonde (château Labottière).
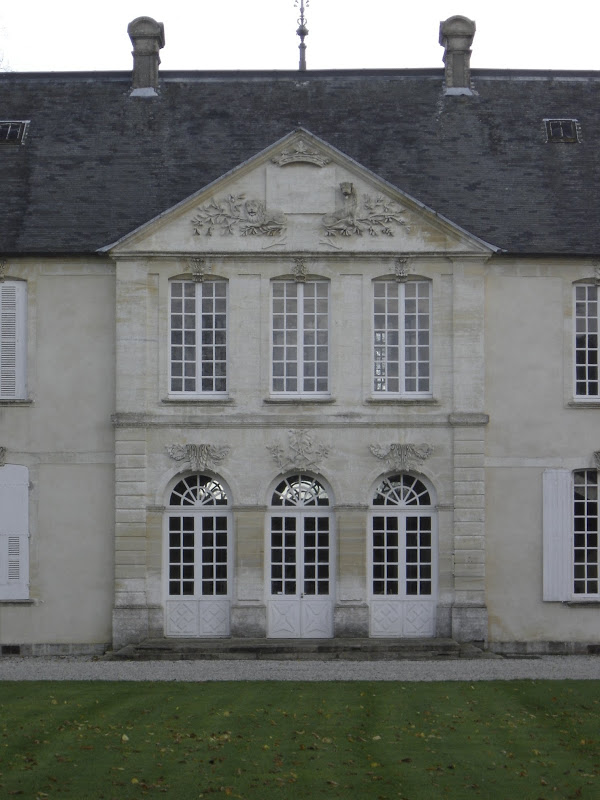
Avant-corps du château de la Noë.

### Articles liés
- Glossaire de l'architecture
- Corps de bâtiment